# Breuillet (Essonne)
Breuillet – miejscowość i gmina we Francji, w regionie Île-de-France, w departamencie Essonne.
Według danych na rok 1990 gminę zamieszkiwało 7321 osób, a gęstość zaludnienia wynosiła 1094 osób/km² (wśród 1287 gmin regionu Île-de-France Breuillet plasuje się na 277. miejscu pod względem liczby ludności, natomiast pod względem powierzchni na miejscu 569.).